# Kinezyterapia
Kinezyterapia (gr. kinesis – ruch) – leczenie ruchem, gimnastyka lecznicza. Podstawą tej dziedziny fizjoterapii są ćwiczenia ruchowe. Ruch staje się środkiem leczniczym, mającym wpływ na cały organizm. Zadaniem kinezyterapii jest maksymalne usunięcie niesprawności fizycznej i przygotowanie do dalszej rehabilitacji, np. społecznej.
Kinezyterapia dzieli się na miejscową i ogólną. Miejscowa – dotyczy bezpośrednio narządu zmienionego chorobowo, składają się na nią:
- ćwiczenia bierne – wykonywane przez kinezyterapeutę lub aparat CPM (Continuous Passive Motion – ciągły bierny ruch) bez czynnego udziału chorego;
- ćwiczenia izometryczne – czynne napinanie mięśni bez zmiany ich długości;
- ćwiczenia czynno-bierne – ruch wykonywany jest biernie natomiast pacjent czynnie rozluźnia mięśnie;
- ćwiczenia samowspomagane – pacjent siłą mięśni kończyny zdrowej wspomaga pracę osłabionych mięśni;
- ćwiczenia w odciążeniu – wykonywanie ruchu przy odciążeniu przez terapeutę ćwiczonego odcinka ciała;
- ćwiczenia czynne;
- wyciągi;
- ćwiczenia synergistyczne – pacjent siłą mięśni kończyny zdrowej wspomaga pracę osłabionych mięśni;
- ćwiczenia oddechowe.

Ogólna – składa się z ćwiczeń części ciała nieobjętych chorobą:
- ćwiczenia ogólnokondycyjne;
- ćwiczenia gimnastyki porannej;
- ćwiczenia w wodzie;
- sport inwalidów.

Kinezyterapia stosowana jest w schorzeniach i dysfunkcjach narządu ruchu, w zespołach bólowych kręgosłupa, po zabiegach operacyjnych, po udarach mózgu, po zawale serca, a także w okresie ciąży jako przygotowanie do porodu.

## Metody kinezyterapeutyczne
- Metoda McKenzie
- NDT – Bobath
- Metoda Vojty
- PNF – Prioproceptive Neuromuscular Facilitation (M. Knott Concept)